# Françoise Choveaux
Françoise Choveaux est une compositrice et pianiste française née en 1953.

## Biographie
Formée au conservatoire de Lille, puis à l'École normale de musique de Paris, elle poursuit son apprentissage aux États-Unis à l'Institut Peabody de Baltimore, puis à l'École Juilliard de New York. Elle enregistre l'intégrale de l'œuvre pour piano de Darius Milhaud sur la suggestion de Madeleine Milhaud, épouse du compositeur.

## Œuvres
Avec près de 300 opus à son actif, elle s'inscrit dans cette tradition musicale ancrée jusqu’au XIXe siècle, du musicien instrumentiste virtuose et compositeur.

## Discographie
- Darius Milhaud, intégrale de l'œuvre pour piano Saphir
- Françoise Choveaux, quintette avec piano, quatuors nº 1, 2, 3, 4  avec Le Vilnius String quartet et F. Choveaux au piano Saphir